# Coelogyne chlorophaea
Coelogyne chlorophaea é uma espécie de orquídea epífita, família Orchidaceae, originária de Sulawesi.